# Grive aztèque
Ridgwayia pinicola
Genre
Espèce
Synonymes
- Zoothera pinicola (Sclater, 1859) (préféré par UICN)

Statut de conservation UICN

 LC  : Préoccupation mineure
La Grive aztèque (Ridgwayia pinicola) est une espèce de passereaux de la famille des Turdidae. C'est la seule espèce du genre Ridgwayia.